# Harry Egger
Harry Egger, né le 2 novembre 1965 est un skieur de vitesse autrichien.

## Biographie
Il est sacré Champion du monde (S1) en 1994 aux Arcs. Il est aussi vice-champion du monde en 1998.
Le 2 mai 1999, il devient recordman du monde sur la piste des Arcs avec une vitesse de 248,105 km/h. Ce record du monde tiendra jusqu'en 2002, et restera le record autrichien pendant 17 ans (jusqu'en 2016).